# Ozimek
Ozimek (germană Malapane) este un oraș în Polonia.